# Carex jacutica
Espèce
Classification phylogénétique
Carex jacutica est une espèce des plantes du genre Carex et de la famille des Cyperaceae.